# Шавров, Владимир Фёдорович
Владимир Фёдорович Шавров (род. 1947) — юрист, специалист по международному праву и внешней политике США; выпускник факультета международных отношений МГИМО МИД СССР (1970), кандидат юридических наук с диссертацией о теории «реализма» во внешней политике США (1980); доцент МГИМО; профессор Российской правовой академии при Министерстве юстиции РФ (2000). В 1995—1998 годах являлся 2-м и 1-м секретарём посольства России в Румынии.

## Биография
Владимир Шавров родился в 1947 году в семье советского военнослужащего; в 1970 году Владимир стал выпускником факультета международных отношений Московского государственного института международных отношений (МГИМО) МИД СССР — окончил ВУЗ с отличием. После получения высшего образования и до 1973 года он работал в советском посольстве в Румынии, где являлся сначала переводчиком посольства, а затем — заведующим протокольным отделом.
После возвращения в СССР поступил в аспирантуру на кафедре международного права родного ВУЗа и в 1982 году защитил кандидатскую диссертацию, выполненную под научным руководством профессора Игоря Блищенко, по концепции «политического реализма» в международно-правовой теории и практике США (с названием «Теория реализма в международно-правовой доктрине и практике США»). Начал работать в МГИМО: в 1983 году стал преподавателем, а затем — старшим преподавателем и доцентом. После распада СССР, в период с 1995 по 1998 год, Шавров являлся сначала вторым, а затем — первым секретарём посольства Российской Федерации в Румынии. В 2000 году занял позицию профессора Российской правовой академии при Министерстве юстиции РФ.

## Работы
Владимир Шавров является соавтором российского учебника «Международное право», вышедшего в 1998 году под редакцией профессора Юрия Колосова и Эмилии Кривчиковой. Владеет английским, немецким, французским, польским и румынским языками:
- Теория и практика международного права США : Учеб. пособие / И. П. Блищенко, В. И. Шавров. — М. : Изд-во Ун-та дружбы народов, 1985. — 85 с.